# Severin Jacob Løvenskiold
Severin Jacob Løvenskiold (24. december 1816 på Rafsnes, Norge – 8. juli 1888 på Frederiksberg) var en norskfødt dansk proprietær.
Løvenskiold var søn af norsk kammerherre Frederik Løvenskiold og Maren Franciska født Paus. Han blev 1835 student og 1841 cand.jur. fra Universitetet i Oslo. Han slog sig ned i Danmark som proprietær og var ejer af Sophienlyst ved Helsingør. Løvenskiold blev 1856 jægermester (titulær) og 1864 hofjægermester.
Han blev gift første gang med Catharina Heftye (29. juni 1824 i Christiania - 16. november 1849 sammesteds) . Anden gang ægtede han 17. juni 1854 Sophie Vibeke komtesse Knuth (5. marts 1834 i København - 24. august 1861 på Torp gård, Torp Ladegård, Skuldelev sogn Frederiksborg amt,datter af grev Julius Knuth.
Han er begravet på Nørre Jernløse Kirkegård.